# フラットライナーズ (2017年の映画)
『フラットライナーズ』（Flatliners）は、2017年にアメリカ合衆国で公開されたSF映画である。監督はニールス・アルデン・オプレヴ、主演はエリオット・ペイジが務めた。本作は1990年に公開された同名映画のリメイク版であるが、ストーリーは続編に近いものとなっている。

## ストーリー
医学生のコートニー・ホームズは死後の世界について並々ならぬ関心を持っており、解明に至るヒントが臨死体験にあると考えていた。ある晩、コートニーは同期のソフィアとジェイミーを使用されたことのない非常時用の医療施設に呼び出すと、ある実験を手伝って欲しいと頼む。それは、除細動器を使って自らの心臓を停止させてから60秒後に蘇生し、その間の脳波を測定するというものだった。常軌を逸した実験に2人は驚くが、危険を訴え続けるソフィアに対し、ジェイミーはコートニーの入念な準備から彼女が本気であることを察して協力し始める。心停止から60秒後、2人は救命処置を始めてもコートニーが蘇生せずパニックに陥るが、ソフィアが送ったメールを見て駆けつけたレイの協力によって蘇生に成功する。レイを追ってきたマーローも加わると、5人はコートニーの部屋に移動してPCに記録していたデータを確認する。
実験後、コートニーは過去の記憶を鮮明に思い出せるようになっていた。レイは危険な実験をやめるように忠告したが、コートニーの様子を見たジェイミーは自らを被験者として実験を行うことを申し出る。再び実験は行われ、レイもジェイミーに頼まれて仕方なく救命処置に参加する。ジェイミーは臨死体験で奇妙な光景を目にするが蘇生後に気にする様子はなく、容態の芳しくない患者を回復させるために必要な薬品が分かるようになる。一方で、コートニーとジェイミーは幻覚に遭遇するようにもなっていた。
被験者となった2人に有益な効果が出たことを受けて、マーローも実験を受けることになる。しかしマーローは中々蘇生できず、その間に恐ろしい光景を目にしていた。なんとかマーローを蘇生させ安堵していると、遅れてやってきたソフィアがこのまま自分にも実験を行うことを希望する。時間制限が迫る中でソフィアの実験を行うと、危惧していた通り警備員が巡回してきてしまうが、ジェレミーが機転を利かせたことでソフィアを蘇生しつつ逃げ出すことに成功する。
行き着いた先で、コートニーは死んだはずの妹テッサの後姿を見つける。彼女を追いかけた先でコートニーが遭遇したのは、テッサが死んだ原因でもある、自らの起こした事故の幻覚だった。自分の部屋に帰ってきたコートニーは怪奇現象に遭遇し、アパートの非常階段へと逃げ出すが、突然現れたテッサに突き落とされて死んでしまう。レイに付き添われて自宅へと帰ったマーローは彼に対し、2ヶ月前に搬送されてきたサイラスという男が自身の医療ミスによって命を落としたこと、臨死体験中にサイラスの姿を見たことを告白する。自宅代わりのクルーザーに戻ってきたジェイミーは、かつての恋人アリシアや赤ん坊の幻覚に襲われていた。
翌日、コートニーの死を知り悲しむ4人だが、マーローも幻覚に襲われるようになり、ジェイミーは怪奇現象によって命の危険を感じ始める。4人はコートニーのスマートフォンを入手し、録画されていた映像から彼女の最期の様子を知ると、マーローが「自分達に起こる現象は過去に犯した過ちが原因だ」と主張する。ジェイミーがかつて妊娠させたアリシアの中絶手術から逃げ出してしまった過去や、彼女の幻覚に物理的な危害を加えられたことを明かすと、ソフィアもかつてイリーナという自分より優秀な同級生を卑劣な方法で破滅させたことを告白する。間もなくして幻覚に襲われたソフィアは、イリーナを訪ねて罪の告白と謝罪をし、彼女から赦しの言葉を貰う。それを知ったジェイミーは、過去の過ちに対して責任を取れば死を回避できると考え、アリシアに会いに行く。再会した彼女は中絶したはずの子供を連れており、ジェイミーは謝罪した上で償いがしたいと申し出る。
一方で、帰宅したマーローは待ち受けていたレイから、医療ミスを隠すためにサイラスの解剖所見を改竄したことを責められる。患者の命と真摯に向き合うことよりも保身を優先するマーローに、レイは「医者になるべきじゃない」と告げて去っていく。悪夢に苛まれ、幻覚によって自動車事故を起こしかけたマーローは、臨死体験を利用してサイラスに謝罪しようと1人で実験を行っていた。臨死体験の中でサイラスに謝罪するものの、恐ろしい目にあい続けるマーローが力尽きる寸前、彼女の前にコートニーが現れて「自分を赦すのよ」と囁きかけてくる。異常に気付いて駆けつけたレイ達の尽力で蘇生できたマーローは、責任を果たすため学部長に解剖所見の改竄を告白した後、実験のデータが保存されたコートニーのPCをレイと共に処分するのだった。

## キャスト
※括弧内は日本語吹替
コートニー・ホームズ
演 - エリオット・ペイジ（白石涼子）
医学生。自動車の運転中によそ見をして事故を起こし、同乗していた妹テッサを亡くした過去がある。
レイ
演 - ディエゴ・ルナ（神谷浩史）
医学生。他の4人よりも優秀。良心的な性格。以前はヒューストンで6年間ほど消防士をしていた。
マーロー
演 - ニーナ・ドブレフ（藤井ゆきよ）
医学生。レイとは互いに特別な感情を抱く仲。2ヶ月前に36時間連続で勤務した際、服用している薬の確認を忘れた患者が投薬によって命を落としてしまうという医療ミスを起こしている。
ジェイミー
演 - ジェームズ・ノートン（鈴木達央）
医学生。女性と肉体関係を持つことに積極的で、強い上昇志向を持つ。過去に妊娠させたアリシアに中絶費用を渡すものの、付き添うはずだった中絶手術からは逃げてしまった。
ソフィア
演 - キアシー・クレモンズ（潘めぐみ）
医学生。母親から優秀な医師になることを求められているが、講義についていけず悩んでいる。17歳の時、卒業生総代の座を争う同級生のPCを勝手に操作し、保存されていた彼女の恥ずかしい写真を学校中に拡散した。
バリー・ウルフソン博士
演 - キーファー・サザーランド（菅生隆之）
ブラッド
演 - ボー・マーショフ

## 製作
2015年10月、エリオット・ペイジが本作に出演すると報じられた。2016年2月、ディエゴ・ルナの出演が決まった。4月、ニーナ・ドブレフが起用されたとの報道があった。5月、カーシー・クレモンズとジェームズ・ノートンが本作の出演契約にサインしたと報じられた。7月、オリジナル版で主演を務めたキーファー・サザーランドが本作に出演すると報じられた。
本作の主要撮影は2016年7月上旬にトロントではじまり、9月7日に終了した。

## 興行収入
本作はトム・クルーズ主演の『バリー・シール/アメリカをはめた男』と『'Til Death Do Us Part』と同じ週に公開され、公開初週末に800万ドルから1200万ドルを稼ぎ出すと予想されていたが、実際の数字はそれを下回るものであった。2017年9月29日、本作は全米2552館で封切られ、公開初週末に657万ドルを稼ぎ出し、週末興行収入ランキング初登場5位となった。この数字は1990年版のオープニング興行収入（1003万ドル）を下回るものであった。

## 評価
本作は批評家から酷評されている。映画批評集積サイトのRotten Tomatoesには35件のレビューがあり、批評家支持率は0%、平均点は10点満点で3.5点となっている。サイト側による批評家の見解の要約は「『フラットライナーズ』はホラー映画として薄っぺらいものになっている上に、原作をより良くすることにも失敗している。このリブートは大失敗だと言える。」となっている。また、Metacriticには13件のレビューがあり、加重平均値は30/100となっている。なお、本作のCinemaScoreはB-となっている。